# Quercus vaseyana
Quercus vaseyana là một loài thực vật có hoa trong họ Cử. Loài này được Buckley miêu tả khoa học đầu tiên năm 1883.

## Hình ảnh